# 六重結合

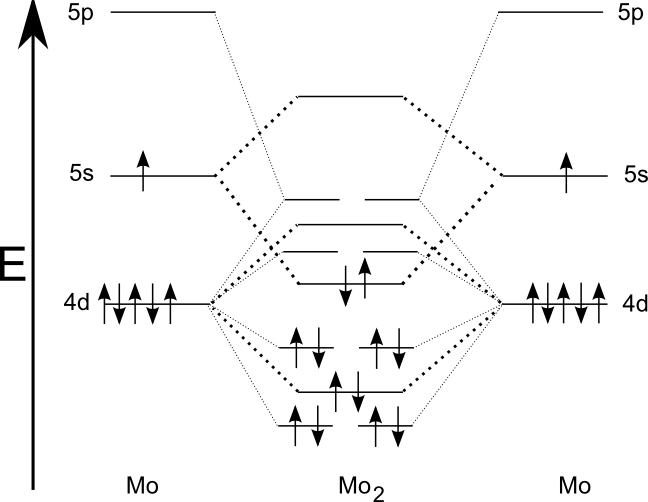
Mo_{2}分子の分子軌道エネルギー準位図

六重結合（ろくじゅうけつごう、Sextuple bond）は、12 個の電子が関与し、結合次数 (bond order) が6に近い共有結合のこと。六重結合の存在が示されているのは極低温下で発生させ得る気相の Mo2 と W2 分子だけである。Cr2 と U2 分子も 12 電子による結合が描けるが、量子化学計算が示唆するそれらの結合次数は 5（五重結合）以下である。周期表上の元素が2原子でとりうる結合次数は、六重結合が最大であることが計算化学的に示されている。
Mo2 分子は、極低温条件 (7 K) でモリブデンシートにレーザー光を照射して蒸発させると生成することが、近赤外スペクトルまたはUVスペクトルによって観測された。Cr2 と同様に、Mo2 も一重項状態であることが予想されている。高い結合次数によって原子間の結合長は 194 pm と短くなっている。